# Orden del León Neerlandés
La Orden del León Neerlandés (en neerlandés: De Orde van de Nederlandse Leeuw) es una orden honorífica del Reino de los Países Bajos creada el 29 de septiembre de 1815 por el primer rey de los Países Bajos, Guillermo I de los Países Bajos. Hasta 1830, los Países Bajos fueron un reino bilingüe y la orden fue llamada también, en francés, Ordre du Lion Belgique.
El Rey de los Países Bajos es el Soberano Gran Maestre actual de la orden.

## Grados
La orden se divide en tres grados:
- Caballero Gran Cruz (reservada a los miembros de las familias reales, jefes de Estado, primeros ministros y cardenales)
- Comendador (destinado a los laureados por el Premio Nobel, artistas, escritores y políticos)
- Caballero.

Anteriormente existía una medalla que suponía de facto un cuarto grado con denominación de "Hermano", que no se otorgaba desde 1960 y que fue oficialmente abolida en 1994. Consistía en una medalla de plata, con el león del escudo neerlandés y el lema "Virtus Nobilitat" en el reverso.

## Insignia
La insignia de la orden es una Cruz de Malta en esmalte blanco, rodeada de una filigrana de oro y con perlas a las puntas, con el monograma W (del rey Guillermo I) entre los brazos de la cruz. En el centro de la cruz lleva un medallón, en cuyo anverso, en esmalte azul, con el lema "Virtus Nobilitat" (La Virtud ennoblece); en el reverso aparece el león del escudo neerlandés.

## Lista de condecorados
- Rafael Leónidas Trujillo, militar y político dominicano.
- Akihito, Emperador del Japón.
- Kofi Annan, Secretario general de las Naciones Unidas, premio Nobel de la Paz.
- Josip Broz Tito, político y militar yugoslavo.
- Winston Churchill, político británico, Primer ministro del Reino Unido.
- Helmut Kohl,  político alemán, Canciller de Alemania, primer canciller federal de la Alemania unida.
- Paul Kruger (1825-1904), presidente de la república sudafricana del Transvaal en África del Sur.
- Mohammad Reza Pahlevi (1919-1980), último Sha de Irán.
- Máxima de los Países Bajos, Reina consorte de los Países Bajos.
- Hermann Helmholtz, físiólogo y físico alemán, recibió la orden el 11 de diciembre de 1858.
- Porfirio Díaz, político y militar mexicano.
- Joost Ritman (1941), hombre de negocios de los Países Bajos.
- Oswald Wenckebach (1895-1962), escultor, pintor y medallista Neerlandés, recibió la orden en 1955.
- Mauricio Macri, presidente de la Nación Argentina, recibió la Gran Cruz en 2017.[3]